# حارة الشرف
حارة الشرف أو ما يسمى ب«حارة اليهود»، هو حي من أحياء البلدة القديمة في القدس إلى اليسار من باب المغاربة، كان ملاصقا لحي المغاربة، وقد أقيم على أنقاضها الجزء الأكبر مما يعرف اليوم بحارة اليهود.

## الموقع والتاريخ
حارة الشرف هي حي إسلامي داخل بلدة القدس القديمة، وتبلغ مساحتها 133 دونما. كانت تعرف في القرن الخامس عشر بحارة الأكراد. وسميت بحارة الشرف نسبة إلى الأمير شرف الدين موسى بن سليمان المتوفى في عام 1790. اكتسبت الحارة اسم حارة اليهود من الهجرة اليهودية إلى الحي في مطلع القرن حبث سكن عدد كبير في طرفها الغربي، وقد كان يسكن فيها أيضا أبناء الطائفتين السريانية والأرمنية، وكانت ملاصقة لحي المغاربة الذي هدمته سلطات الاحتلال الإسرائيلي بعد احتلالها القدس الشرقية عام 1967.
من العائلات التي كان تسكن الحي عائلة النمري المقدسية التي شردت أيضا من غربي القدس ابان نكبة 1948 من حيها المسمى «بحارة النمامرة» الواقعة في منطقة الطالبية والتي تسمى الآن بعد احتلالها ب «تل بيوت»، وأيضا عائلة الديسي وغيرها من العائلات المقدسية التي سكنت حارة الشرف.[بحاجة لمصدر]

## الحارة اليوم
هدمت سلطات الاحتلال حوالي الـ70% من مساحة حارة الشرف وصادرت معظم المباني المتبقية، وطردت ما يقارب ال3000 فلسطيني من المكان توزعوا بين أحياء البلدة أو أقامت لهم وكالة الغوث بيوتا في مخيم شعفاط وأسكنت في الحي جماعات يهودية متدينة تشكل اليوم غالبية السكان فيه، فيما ظل في الحي عدد قليل من الفلسطينيين، وبضعة مساجد بعضها مغلق، وبعضها تقام فيه صلاتي الظهر والعصر.[بحاجة لمصدر]